# 호덴 에이조

호덴 에이조(일본어: 放電映像)는 일본의 삽화가이다. 주로 라이트 노벨의 삽화를 맡고 있다. 수채화 풍의 터치가 특징이다.